# Colbordolo
Colbordolo est une ancienne commune italienne de la province de Pesaro et Urbino dans la région Marches en Italie. D'une population d'environ 6 300 habitants, elle a été fusionnée en 2014 avec la commune de Sant'Angelo in Lizzola pour former la commune de Vallefoglia, dont elle constitue depuis lors une frazione.